# William Sprague (1830–1915)

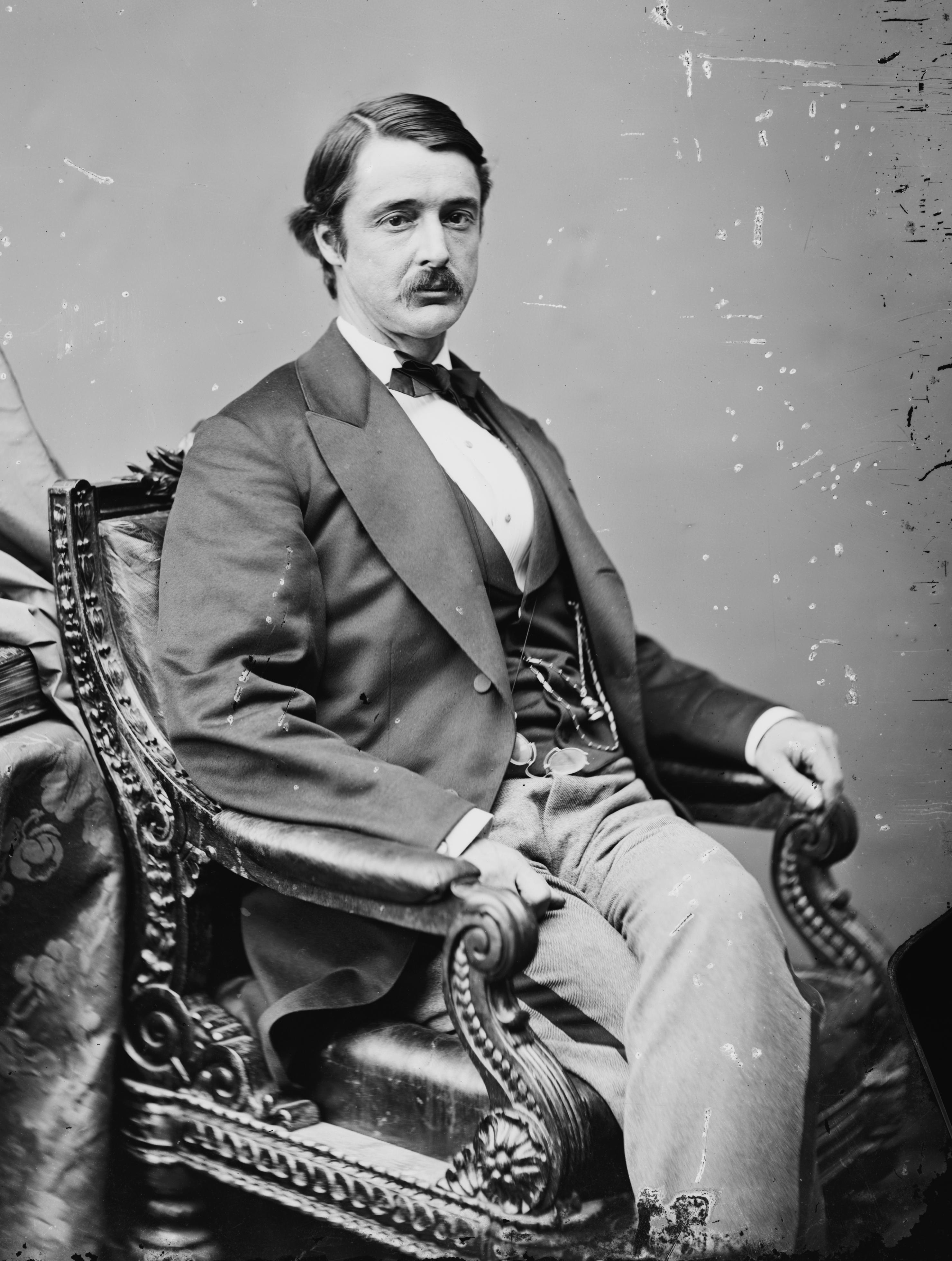
William Sprague

William Sprague (William Sprague IV), född 12 september 1830 i Cranston, Rhode Island, död 11 september 1915 i Paris, Frankrike, var en amerikansk politiker. Han var guvernör i delstaten Rhode Island 1860-1863. Han representerade sedan Rhode Island i USA:s senat 1863-1875.

## Härstamning
Spragues farbror, som också hette William Sprague, var guvernör 1838-1839 och senator 1842-1844. Ibland särskiljer man mellan farbrodern, känd också som William III, och brorsonen, genom att sätta den romerska siffran IV efter brorsonens namn. Fadern Amasa Sprague, som ägde en textilfabrik, mördades 1843.

## Politisk karriär
Sprague följde sin farbrors spår i politiken. Han efterträdde 1860 Thomas G. Turner som guvernör. Han efterträdde sedan 1863 Samuel G. Arnold som senator för Rhode Island. Sprague representerade först republikanerna i senaten och senare bytte han parti till Liberal Republican Party. Hans förmögenhet minskade drastiskt som följd av den ekonomiska krisen 1873-1879, "den stora paniken 1873". Samma år som kraschen inträffade avled även svärfadern Salmon P. Chase som vid den tidpunkten var chefsdomare vid USA:s högsta domstol. Sprague efterträddes 1875 som senator av Ambrose Burnside.

## Familj
Sprague gifte sig 1863 med Salmon P. Chases dotter Kate Chase. Äktenskapet slutade 1882 i skilsmässa.
Efter skilsmässan bodde sonen William hos fadern, medan parets tre döttrar bodde hos modern först i Europa och sedan i närheten av Washington, D.C. Sonen William begick självmord år 1890. William Sprague gifte om sig med Dora Inez Clavert. Han var ännu på äldre dagar aktiv inom lokalpolitiken i Narragansett. Han flyttade till Frankrike efter en eldsvåda år 1909 som bland annat förstörde hans dagböcker.

## Gravplats
Spragues grav finns på Swan Point Cemetery i Providence.